# Giuseppe Bustelli
Giuseppe Bustelli též jako Josef, Joseph Postelli (1731, zřejmě Lucardo - 2. března 1781, Vídeň) byl italský operní impresário působící v Praze.

## Činnost

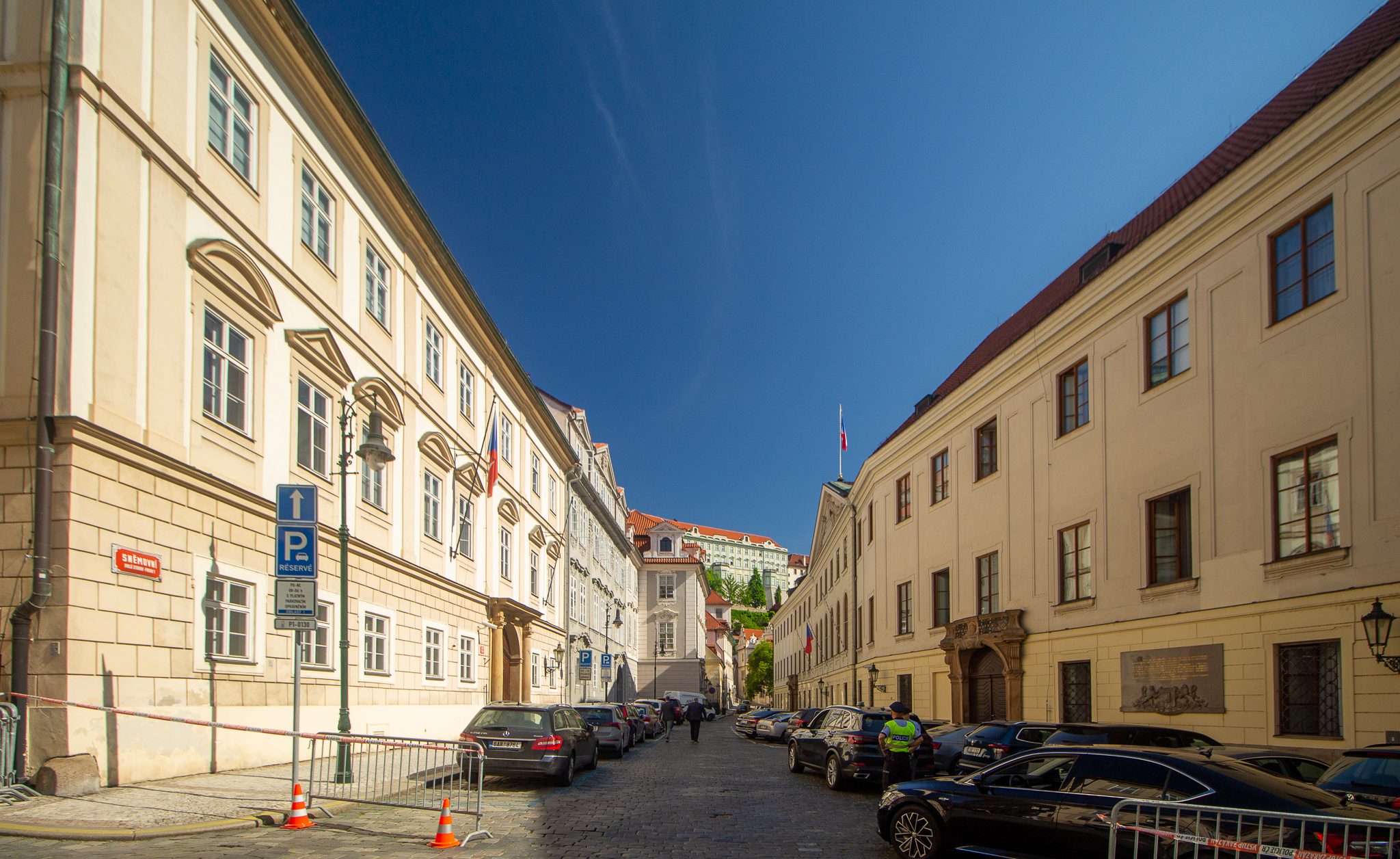
Malá Strana, Thunovský palác (vpravo), místo Bustelliho operního divadla.

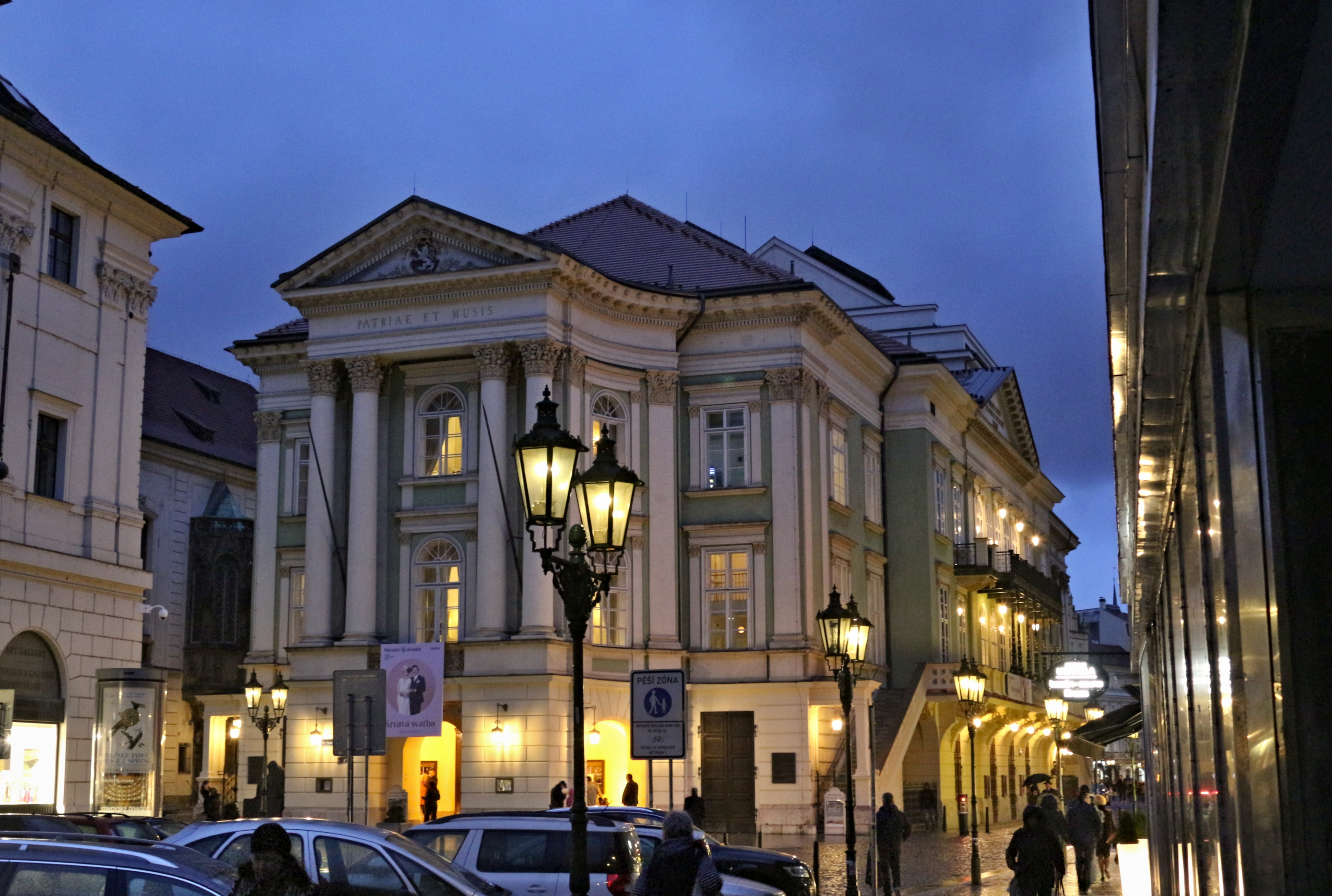
Nosticovo divadlo

V Praze Bustelli působil nejpozději od roku 1770. V roce 1764 podal žádost o pronájem staroměstského divadla v Kotcích, tu však zamítly vídeňské úřady. V té době byl pražský operní provoz ochromen po sporu Gaetana Molinariho s Josefem Kurtzem.
Bustelli prozatím řídil italskou operu v Thunovském paláci na Malé Straně a po hudebních úspěších v roce 1783 přijal na žádost hraběte Nostice místo ředitele hraběcího divadla. Souběžně však působil např. také v divadle v Kotcích a s dalšími divadelními soubory.
Za svého působení v Nosticově divadle Bustelli nastudoval množství titulů, mezi nimi např. dvě Anfossiho opery La finta giardiniera (Anfossi) a II geloso in cimento (obě 1776) a další. Spolupracoval s více než dvacítkou významných zpěváků, z nichž mnozí účinkovali při původních premiérách oper. V jeho souboru působili, např. Domenico Guardasoni, či Pasquale Bondini, který později převzal většinu Bustelliho pražských aktivit, jeho manželka Caterina a další.
V roce 1777 Bustelli opustil Prahu a odcestoval do Vídně, kde 2. března 1781 zemřel. Po jeho odjezdu na několik let italská opera v Praze chyběla